# Anglický krátkorohý skot
Anglický krátkorohý skot, též shorthorn, je plemeno skotu středního tělesného rámce, chované ve dvou užitkových typech, mléčný shorthorn je kombinované plemeno se zdůrazněnou mléčnou užitkovostí a masný shorthorn se chová k produkci hovězího masa. Je to první plemeno skotu na světě, u kterého byla založena plemenná kniha a které začalo být celosvětově chováno. V 19. století byl anglický krátkorohý skot použitý k zušlechťování kontinentálních plemen skotu, po 2. světové válce však plemeno ztratilo význam a bylo nahrazeno moderními plemeny.

## Historie
Oblastí původu shorthornů je severovýchodní Anglie, kde se již v 16. století choval velký, dobře osvalený skot s především pracovní užitkovostí, používaný k tahu. Tento původní, durhamský skot a teeswater se později staly základem plemene vyšlechtěného v 18. století bratry Collingy. Anglický krátkorohý skot se vyznačoval značným vzrůstem, dobrou mléčnou užitkovostí a produkcí množství loje, kterého se využívalo při výrobě svíček a mýdla. Brzy získal značnou popularitu a vytlačil tehdy chovaný anglický dlouhorohý skot. Plemenná kniha byla vydána již v roce 1822 Georgem Coatesem, jedná se o vůbec první plemennou knihu skotu na světě. Od roku 1874 vede plemennou knihu společnost Shorthorn Society of Great Britain and Ireland. V roce 1958 došlo k rozdělení plemenné knihy na masnou a dojnou sekci.
Plemeno bylo použito k zušlechtění především kontinentálních plemen skotu, samo však trpělo nedostatečně definovaným chovným cílem a zaměřením užitkovosti, z hlediska produkčních vlastností bylo proto překonáno jinými plemeny. V 70. letech 20. století došlo k přikřížení plemene main-anjou do populace masného shorthorna, podobně i  mléčný shorthorn jedále zušlechťován jinými mléčnými plemeny.

## Charakteristika
Masný shorthorn je plemeno středního tělesného rámce, dobře osvalené, obdélníkového tvaru těla. U mléčného typu jsou zvýrazněné znaky mléčné produkce. Krávy dosahují hmotnosti od 630 do 730 kg a býci až 1100 kg. Rohy jsou krátké, voskově zbarvené a častá je i genetická bezrohost. Zbarvení srsti je plášťové červené, bílé nebo červeně plesnivé, často s bílými skvrnami na břiše.
Předností anglického krátkorohého skotu je ranost, snadné porody a dobré mateřské vlastnosti. Mléčná užitkovost mléčného shorthorna je průměrně 5750 kg mléka za laktaci s obsahem 3,9 % tuku a 3,3 % bílkovin, masný shorthorn dosahuje průměrného denního přírůstku ve výkrmu 1,5 kg při odchovu na pastvině a až 2,5 kg při intenzivnějším výkrmu, maso je dobře mramorované, jemně vláknité a šťavnaté.
Masný anglický krátkorohý skot je chován především ve Velké Británii a v Irsku, v Německu, Brazílii, Peru, Argentině, Uruguayi, Jihoafrické republice a v Zimbabwe či na Nové Guiney a v Polynésii. Do České republiky byl dovezen v roce 2010. Mléčný typ se uplatňuje ve Spojeném království, v Kanadě, USA, Argentině, Brazílii, Austrálii a na Novém Zélandu.

## Fotogalerie

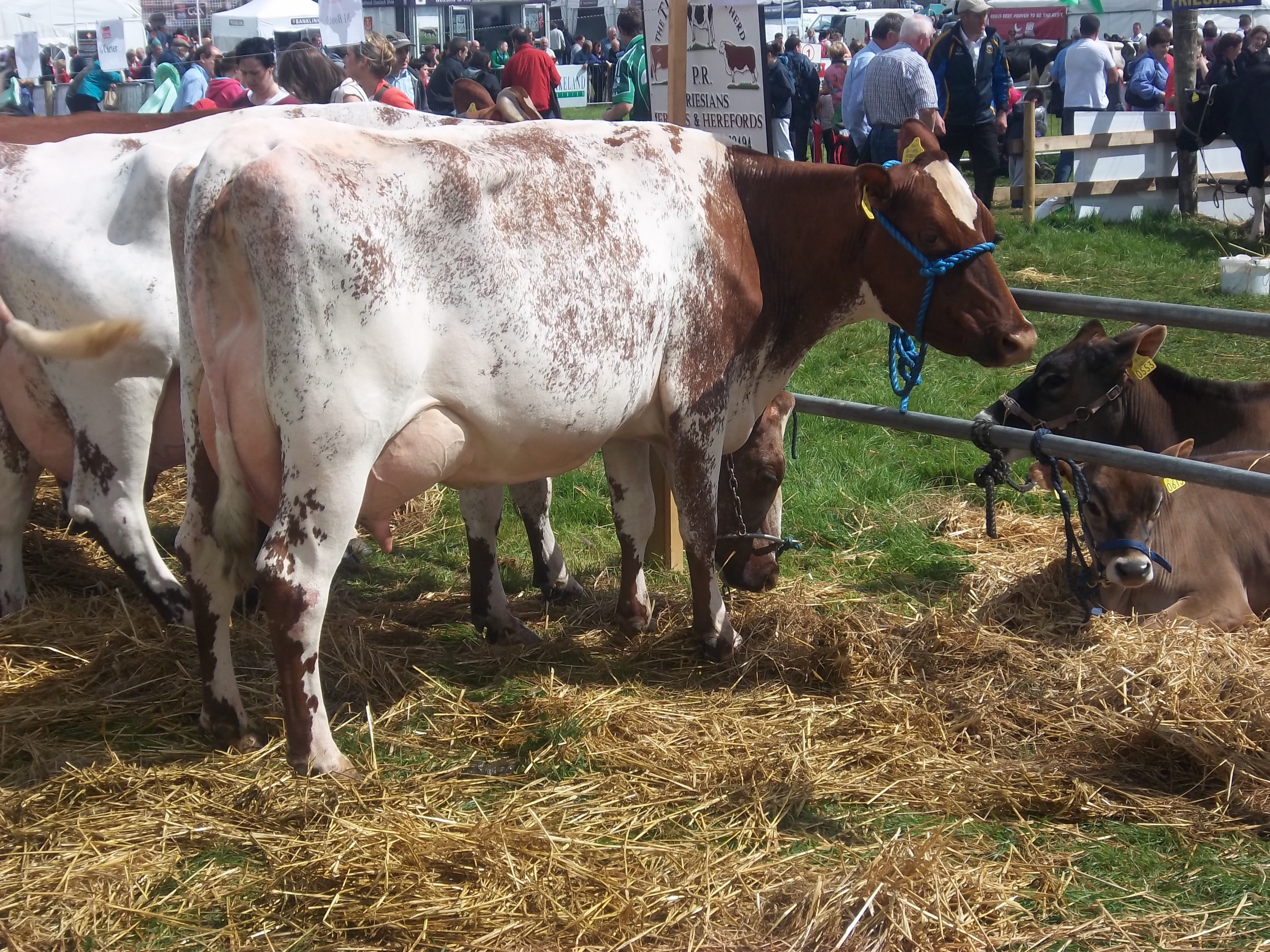
Červeně plesnivá kráva mléčného shorthorna
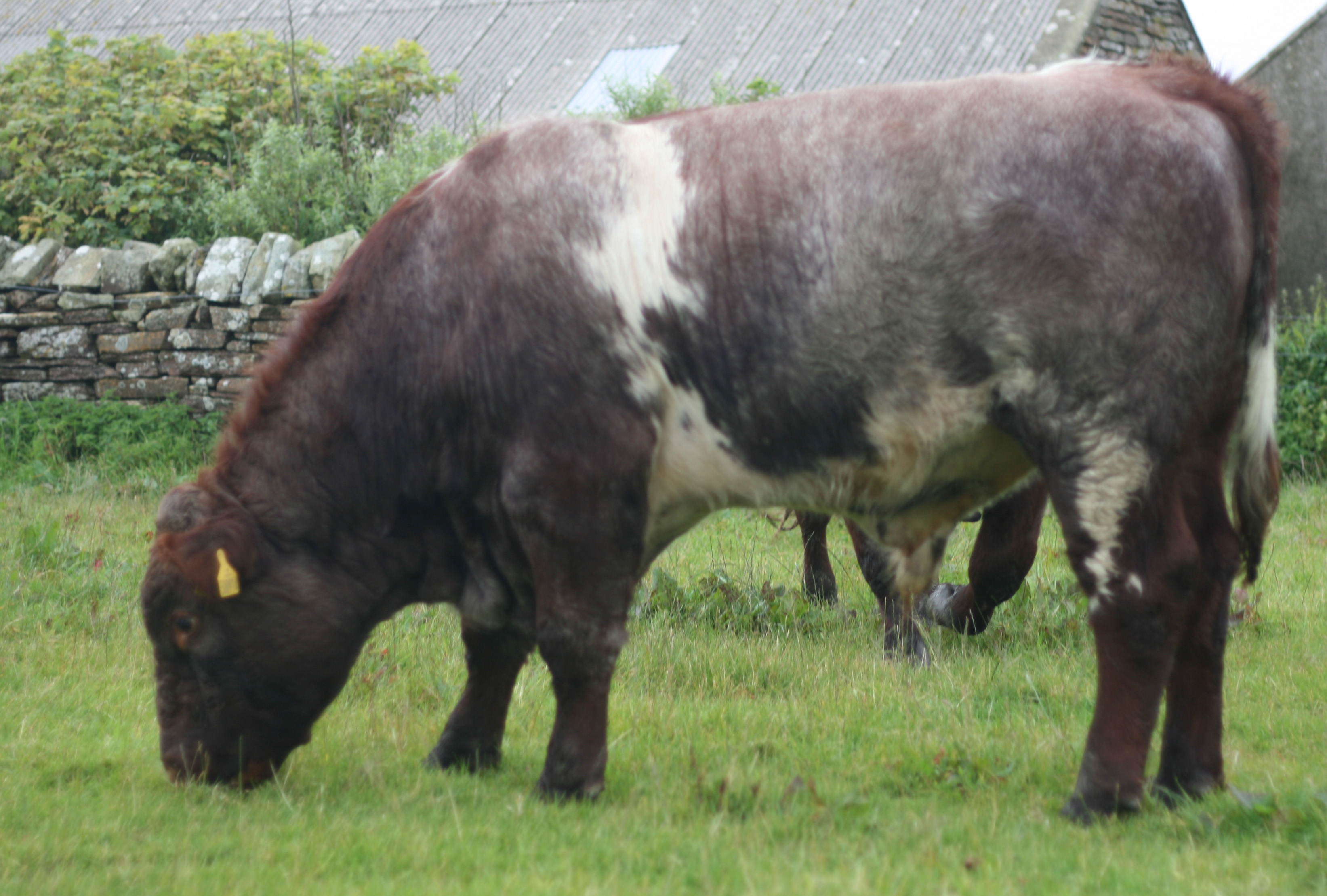
Červeně plesnivý býk masného shorthorna